# Lac Brisson
Lac Brisson är en sjö i Kanada.   Den ligger i regionen Côte-Nord och provinsen Québec, i den östra delen av landet, 700 km nordost om huvudstaden Ottawa. Lac Brisson ligger 297 meter över havet. Arean är 0,96 kvadratkilometer. Den sträcker sig 2,5 kilometer i nord-sydlig riktning, och 0,8 kilometer i öst-västlig riktning.
I omgivningarna runt Lac Brisson växer i huvudsak blandskog. Trakten runt Lac Brisson är nära nog obefolkad, med mindre än två invånare per kvadratkilometer.